# Baruch Steinberg
Baruch Steinberg (ur. 17 grudnia 1897 w Przemyślanach, zm. 12 kwietnia 1940 w Katyniu) – starszy rabin II klasy Wojska Polskiego, pełniący obowiązki naczelnego rabina WP, ofiara zbrodni katyńskiej, pośmiertnie awansowany do stopnia podpułkownika Wojska Polskiego.

## Życiorys
Syn Szmaji i Hendli z domu Wechsler. W gminie żydowskiej był wychowany w duchu polsko-patriotycznym. Studiował w Kolegium Języków Arabskich na Uniwersytecie im. Stefana Batorego w Wilnie. Od 1918 r. Członek Polskiej Organizacji Wojskowej w Przemyślanach. Już jako rabin wziął udział w wojnie polsko-ukraińskiej w obronie Lwowa w 1919, razem z ponad 400 innymi członkami POW. Jako ekstern zdał maturę w roku 1927 w Krakowie i studiował orientalistykę na Uniwersytecie Jana Kazimierza we Lwowie. 
W 1928 został kapelanem wyznania mojżeszowego Wojska Polskiego jako rabin Okręgu Korpusu Nr III w Grodnie. W marcu 1932 roku został przeniesiony na stanowisko rabina Okręgu Korpusu Nr I w Warszawie z równoczesnym pełnieniem obowiązków rabina Okręgu Korpusu Nr III i Okręgu Korpusu Nr V. 
W 1933 objął obowiązki szefa Głównego Urzędu Duszpasterskiego Mojżeszowego, a w latach 1935-1939 – szefa Głównego Wojskowego Urzędu Duszpasterskiego Mojżeszowego Biura Wyznań Niekatolickich Ministerstwa Spraw Wojskowych. W 1936 został naczelnym rabinem Wojska Polskiego.

1 września 1939, w chwili agresji Niemiec na Polskę, był jednym z siedmiu zawodowych rabinów wojskowych, został też szefem Duszpasterstwa Wyznań Niekatolickich dla Armii „Kraków”. Po najeździe sowieckim na Polskę 17 września 1939, wzięty do niewoli radzieckiej, przebywał w obozie w Starobielsku, skąd wywieziono go 24 grudnia 1939 w ramach akcji NKWD aresztowania duchownych-kapelanów wszystkich wyznań w wigilię Bożego Narodzenia 1939 do więzienia na Butyrkach w Moskwie, skąd w marcu 1940 powrócił do obozu, by następnie trafić do Juchnowa, a następnie do Kozielska. 12 kwietnia 1940 został wywieziony do Katynia i zamordowany.

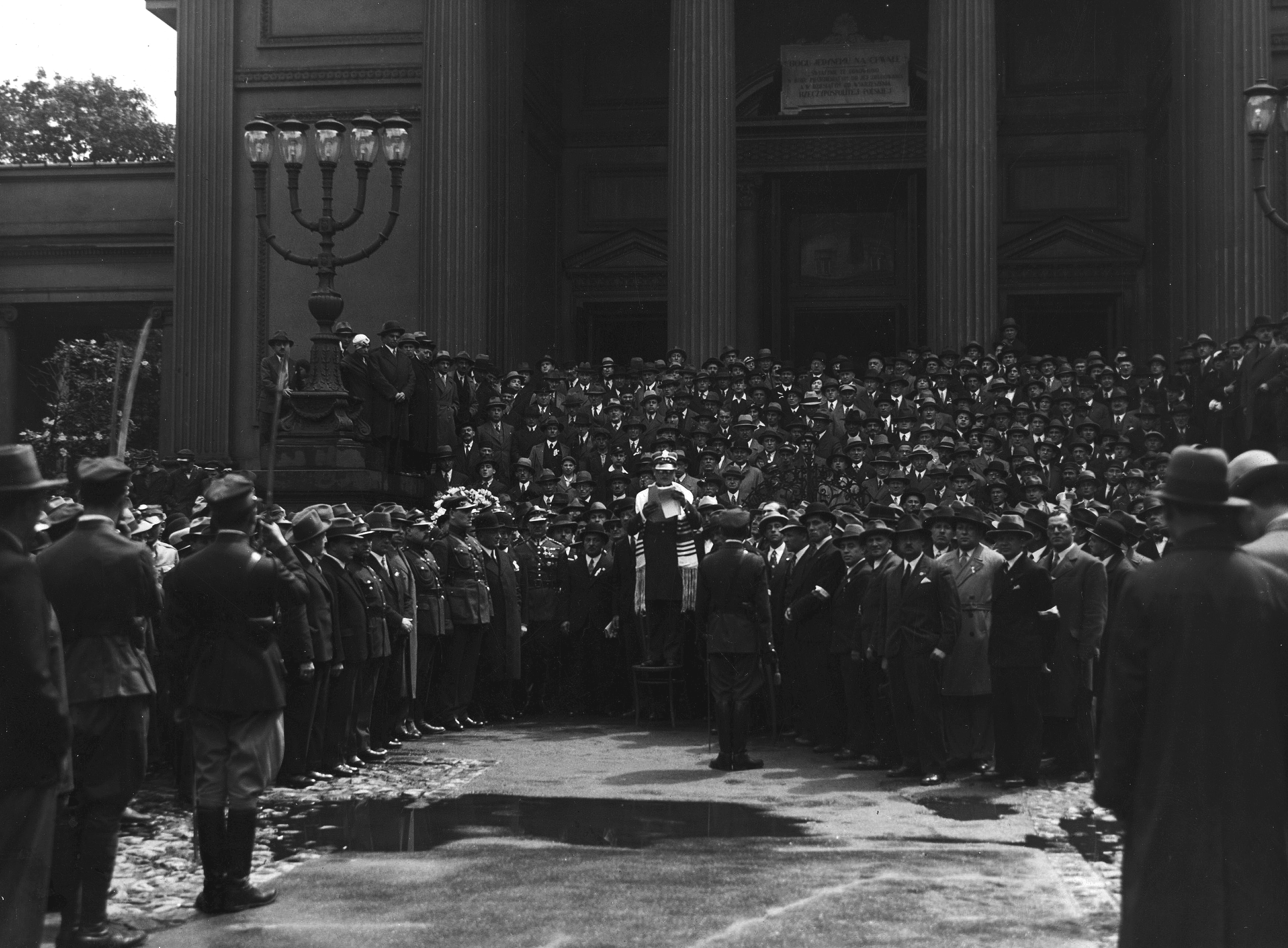
Rabin Baruch Steinberg przemawiający przed Wielką Synagogą w Warszawie w czasie apelu poległych w czerwcu 1933 r.

Istnieją świadectwa, mówiące o niezwykłej solidarności ponad podziałami religijnymi wśród uwięzionych oficerów. Bronisław Młynarski pisze: Jak wielką i potężną była potrzeba wspólnej modlitwy dowodzi, iż jeńcy wyznania mojżeszowego, protestanckiego, prawosławnego – masowo uczestniczyli w nabożeństwach katolickich (...). Innym razem szliśmy w piątkowe wieczory pod przyzbę mizernej szopy (...), gdzie setki Żydów wznosiło gorące modły po hebrajsku, pod przewodnictwem kapelana dra Steinberga.
Jego bratem był kapitan rabin Mejer Steinberg, szef Duszpasterstwa Wyznania Mojżeszowego w Armii Polskiej na Wschodzie gen. Władysława Andersa.

## Upamiętnienie
Rabin mjr Baruch Steinberg jest zapisany w Księdze Cmentarnej Katyń. 
Minister Obrony Narodowej decyzją Nr 439/MON z 5 października 2007 awansował go pośmiertnie do stopnia podpułkownika. Awans został ogłoszony 9 listopada 2007 w Warszawie, w trakcie uroczystości „Katyń Pamiętamy – Uczcijmy Pamięć Bohaterów”. 
W dniu 11 listopada 2018 r. został pośmiertnie odznaczony Orderem Orła Białego przez Prezydenta RP Andrzeja Dudę za wybitne zasługi dla niepodległości Polski.
12 maja 2019 w Kalwarii Pacławskiej odbyła się uroczystość związana z odsłonięciem oraz poświęceniem tablicy pamiątkowej i Alei Dębów Pamięci Kapelanów Katyńskich przy kaplicy „Ukrzyżowanie”. Wśród 32 kapelanów wojskowych różnych wyznań, zamordowanych w Katyniu i innych miejscach kaźni w 1940, jest wymieniony Rabin ppłk Baruch Steinberg.

## Awanse
- rabin – ze starszeństwem z 1 grudnia 1928
- starszy rabin II klasy – ze starszeństwem z 1 stycznia 1934 i 1. lokatą w duchowieństwie wojskowym wyznania mojżeszowego[13]
- podpułkownik – pośmiertnie 5 października 2007

## Ordery i odznaczenia
- Złoty Krzyż Zasługi (1937)[14][15]
- Krzyż Niepodległości
- Medal Pamiątkowy za Wojnę 1918-1921
- Medal Dziesięciolecia Odzyskanej Niepodległości
- Order Orła Białego (11 listopada 2018; pośmiertnie) jako wyraz najwyższego szacunku wobec znamienitych zasług poniesionych dla chwały, dobra i pożytku Rzeczypospolitej Polskiej, z okazji Narodowych Obchodów Setnej Rocznicy Odzyskania Niepodległości Rzeczypospolitej Polskiej[16]